# Andrena bicolor
Andrena bicolor (auch Zweifarbige Sandbiene genannt) ist eine solitäre Biene aus der Familie der Andrenidae, Gattung der Sandbienen.

## Merkmale
Die eher kleinen Tiere weisen einen signifikanten Geschlechtsdimorphismus auf, wie es bei Bienen meistens der Fall ist.

### Weibchen
Die Weibchen der Zweifarbigen Sandbiene sind etwa 8–10 mm groß. Ihr Kopf ist komplett schwarz mit recht langer schwarzer Behaarung auf der Stirn. Ihr Thorax ist orange behaart. Die vorderen Beinpaare sind dunkel. Die Hinterbeine haben helle Scopae. Der Vorderteil des Hinterleibs ist orange behaart, nach hinten wird er dunkler. Insgesamt haben sie trotz ihrer geringen Größe eine bullig wirkende Statur.

### Männchen

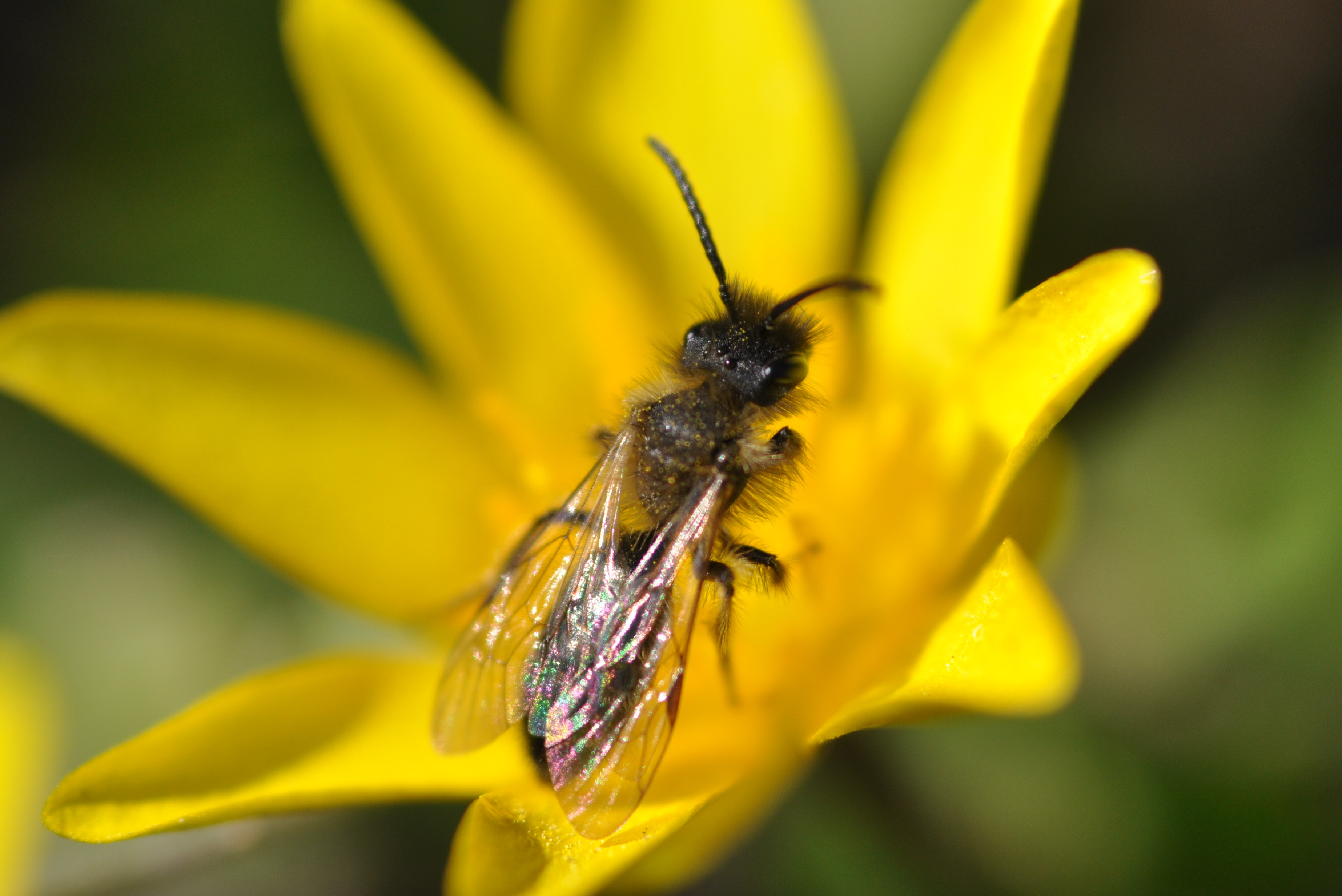
Männchen

Die Männchen sind nur etwa 6–9 mm groß und schlank. Sie haben ein auffällig dunkles Gesicht. Der Thorax hat eher hellbräunliche Behaarung. Der Hinterleib ist spärlich behaart.

### Ähnliche Arten
- Weibchen ähneln Andrena clarkella, diese ist jedoch deutlich größer. Sie wird auch gelegentlich mit der noch größeren Andrena nitida verwechselt.
- Männchen ähneln anderen kleinen Sandbienen. Männchen von A. congruens sehen ihnen recht ähnlich. Viele andere Verwechslungskandidaten haben jedoch nicht so dunkle Behaarung im Gesicht.

## Vorkommen
Die Zweifarbige Sandbiene ist in Europa in warmen und gemäßigten Breiten weit verbreitet. Sie kommt auch in Nordafrika vor. Östlich endet ihr Verbreitungsgebiet in Zentralasien. Sie ist wenig anspruchsvoll und in vielen Habitaten zu finden.

## Lebensweise
Andrena bicolor lebt in zwei Generationen. Die Frühlingsgeneration schlüpft im März und fliegt bis in den Mai. Ab Juni kommt eine zweite Generation hervor, die bis in den August fliegt. Andrena bicolor ist polylektisch, d. h., sie besucht viele verschiedene Pflanzenarten, um Nahrung für ihre Brut zu sammeln. Ihre Nester baut sie im Boden, vorzugsweise an offenen Stellen.

### Parasiten
Nomada fabriciana ist ein Brutparasit bei Andrena bicolor. Sie ist wie ihr Wirt bivoltin und befällt beide Generationen.